# Наша реч
Наша реч је лесковачки лист чији је први број изашао 7. новембра 1944. године, убрзо након ослобођења Лесковца у Другом светском рату.

## Први бројеви
У почетку лист је имао четири стране и издавао га је Окружни одбор Народноослободилачког фронта у Лесковцу. Доносио је вести које су обухватале теме везане за ослобеђење земље и томе слично. Број два од 12. новембра 1944. године имао је и цену, 4 динара. Број 9 од 7. децембра имао је већу цену, 10 динара. До тринаестог броја лист је излазио два пута недељно, четвртком и недељом, али је због несташице папира и кратког временског размака за формирање вести одлучено да убудуће излази само једном недељно, и то суботом, те је први такав број, број 13, објављен 23. децембра 1944. године.
Наредне године први број је изашао 6. јануара и коштао је 20 динара, док је други број од 13. јануара имао стару цену од 10 динара. Цена је поново подигнута на 20 динара од броја осам, али је и број страница повећан на шест. Број 9 објављен 3. марта поново је имао 4 стране и коштао је 10 динара. Изборна победа Народног фронта била је мотив да после суботе, 10. новембра, наредни број изађе већ 12. новембра 1945. године.

## Гашење листа
После приватизације 2007. године лист је престао да излази у новембру 2008. године због недостатка средстава за издавање. Покушало се поново са издавањем почетком 2011. године, но због бројних проблема лист је дефинитивно угашен.

## Нова Наша реч
Од 25. новембра 2011. године петком је почела да излази Нова Наша реч и покрива вести из Јабланичког округа. Недељник је члан Асоцијације независних локалних медија Локалпрес. Веб-сајт недељника покренут је 8. маја 2015. године.